# Langenstein (Halberstadt)
Langenstein è una frazione di 1 929 abitanti del comune tedesco di Halberstadt, nel circondario dello Harz, in Sassonia-Anhalt. Già comune autonomo, il 1º gennaio 2010 è stato aggregato a Halberstadt assieme agli altri comuni soppressi di Athenstedt, Aspenstedt, Sargstedt e Schachdorf Ströbeck.
Durante la seconda guerra mondiale fu sede di un sottocampo del campo di concentramento di Buchenwald, conosciuto con il nome di Langenstein-Zwieberge.